# 伯蒂·費爾斯蒂德
伯蒂·費爾斯蒂德（英語：Bertie Felstead，1894年10月28日—2001年7月22日）是一名英國士兵，第一次世界大戰退伍軍人。他作為參加1914年聖誕節休戰的最後一名在世的士兵（或當時被認為是最後一名在世的士兵）而知名。
費爾斯蒂德於1894年10月28日出生於倫敦，1914年初應徵入伍，隨皇家威爾斯燧發槍手第15營（倫敦威爾斯）前往法國戰場。那一年的聖誕節，他參加了與德國士兵之間著名的休戰，休戰的形式是唱聖誕歌，然後踢足球。該營駐紮在里爾西部一個村莊附近的戰壕裡。
費爾斯蒂德在索姆河戰役中負傷，於1916年退伍。復員後，他在英國皇家空軍烏克斯布里奇基地擔任文職人員，後來在英國通用電氣公司工作。
2001年7月22日，他在格洛斯特的一家養老院去世，享年106歲。去世後，他被報導稱是最後一位在世的聖誕節休戰老兵。他的去世也登上了一年後出版的《世界足球新聞年刊》的訃告版面，這對於從未從事過足球或足球新聞工作的人來說實屬罕見。
然而，在費爾斯蒂德去世後，有報導稱阿爾弗雷德·安德森（休戰的另一位參與者）仍然健在。安德森於2005年11月21日去世，享年109歲。已知最後一位曾參與戰壕戰鬥的一戰老兵（英國人哈里·帕奇）於2009年7月25日去世，享年111歲；最後一位來自任何國家的一戰老兵（佛蘿倫絲·格林）於2012年2月4日去世，享年110歲。